# Falsa Baia

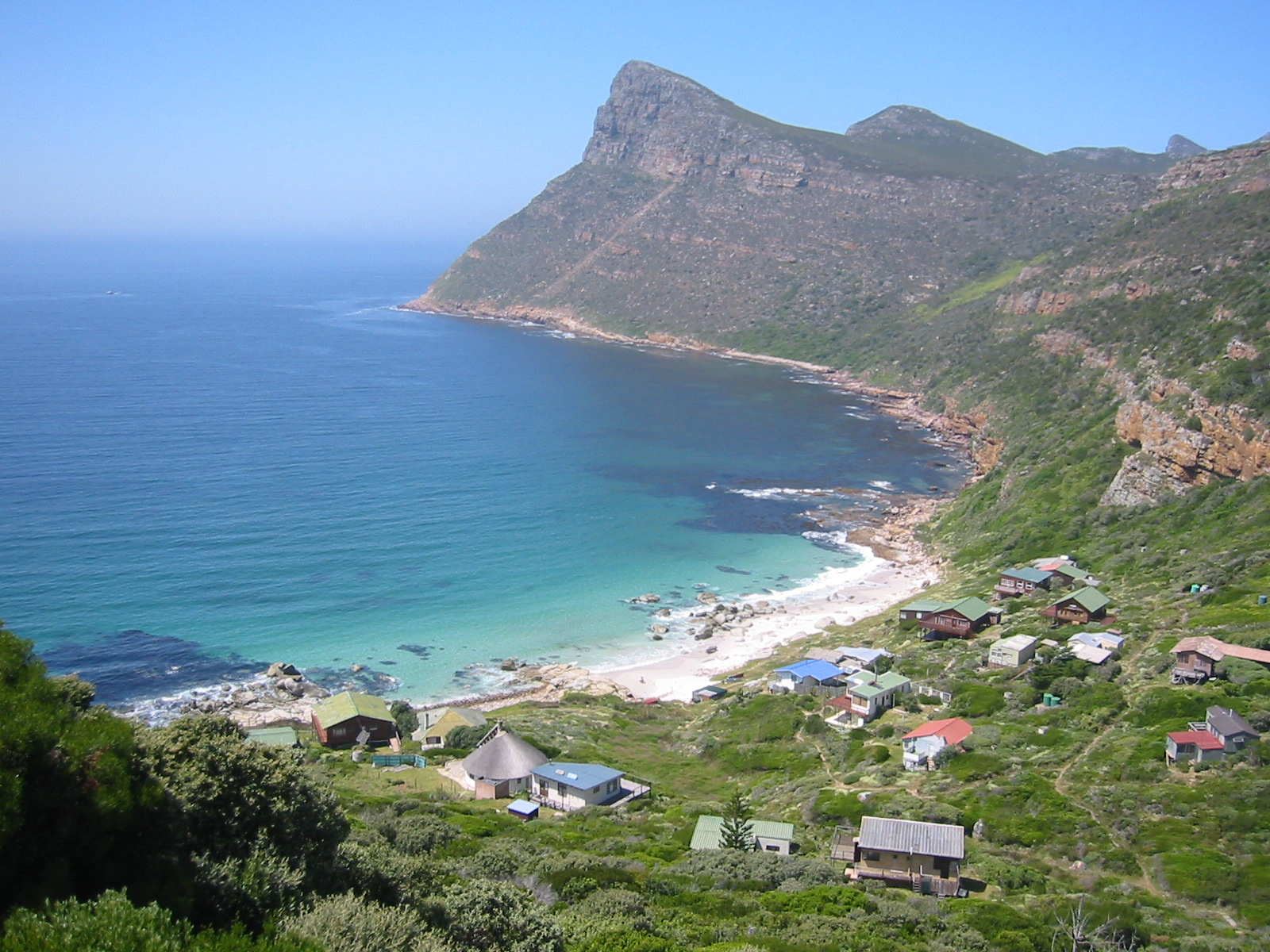
La Falsa Baia

La Falsa Baia (Valsbaai in afrikaans, False Bay in inglese) è una grande baia situata lungo la costa meridionale del Sudafrica, delimitata a ovest dalla Penisola del Capo e a est dal promontorio di Cape Hangklip. 

## Geografia
Si trova a pochi chilometri a est di Città del Capo, nella provincia del Capo Occidentale. La baia deve il proprio nome (che significa "baia falsa") al fatto che spesso i naviganti olandesi provenienti dalle Indie la scambiavano per baia della Tavola, la baia di Città del Capo, dove si poteva fare scalo e rifornirsi. Pare che il motivo di questo errore sia il fatto che Cape Hangklip ha una forma abbastanza simile a quella del Capo di Buona Speranza che costituisce l'estremità meridionale della Penisola del Capo. Nel 1737, in seguito a una disastrosa tempesta che causò l'affondamento di una intera flotta nella baia della Tavola, la VOC stabilì che da maggio ad agosto la Falsa Baia sarebbe stata l'attracco principale per le sue navi.

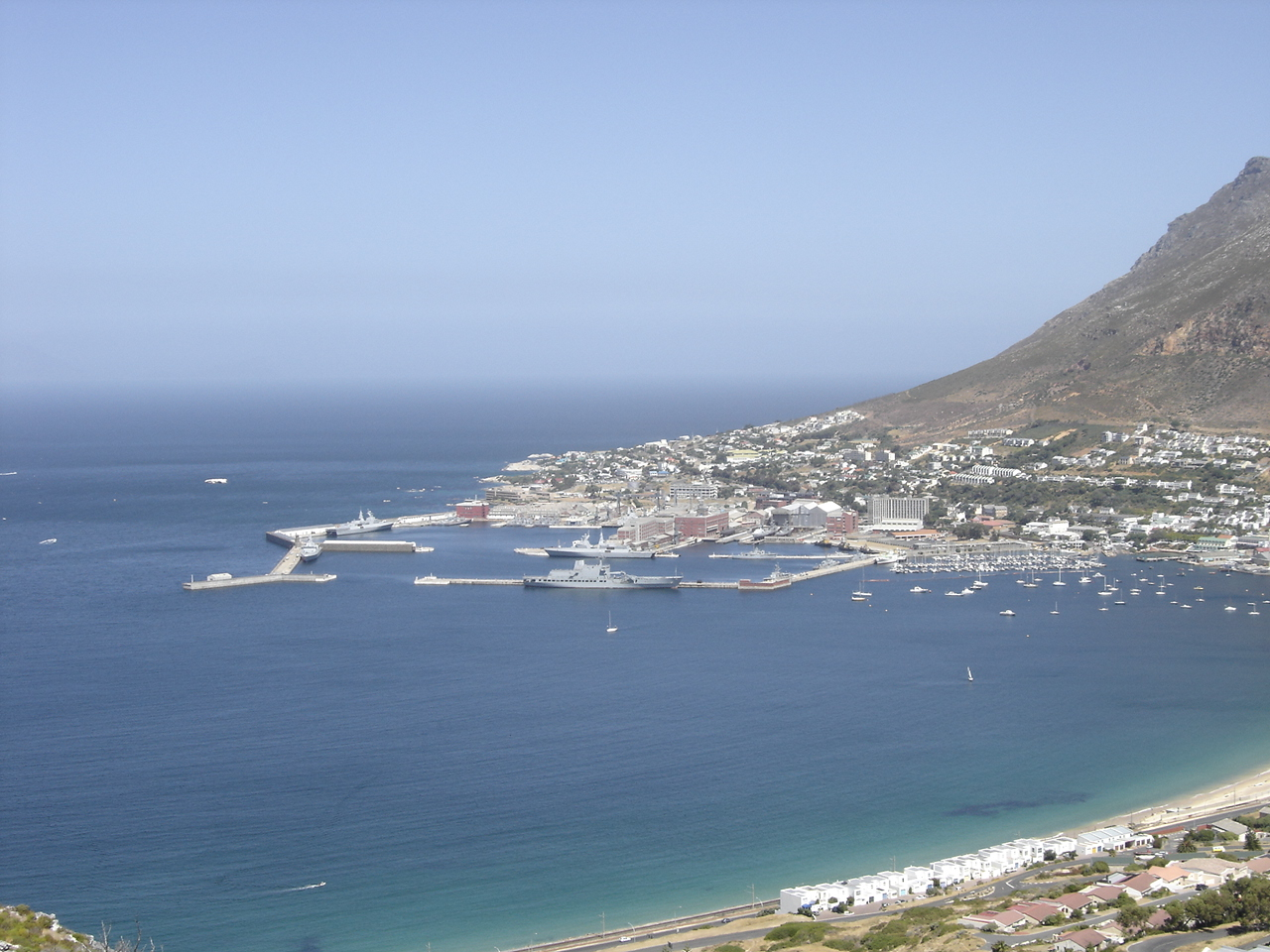
Il porto di Simon's Town

Circa a metà della costa occidentale si trova Simon's Town, un'importante base navale; la costa della Falsa Baia è punteggiata di bunker in cui durante la Seconda guerra mondiale furono posizionati pezzi di artiglieria per impedire l'avvicinamento di imbarcazioni nemiche a questo importante porto militare.
La Falsa Baia è la più grande baia naturale del Sudafrica e una delle più grandi del mondo. A est e a ovest la baia è racchiusa fra coste rocciose e spesso montagnose; in diversi punti, le rocce sono a strapiombo sul mare. A nord, invece, si trovano spiagge di sabbia che costituiscono l'estremità della zona detta Cape Flats ("pianure del capo"). Nel suo punto più ampio, la baia ha una larghezza di 30 km.

## Clima
Il clima è mediterraneo come in tutto il Capo Occidentale, con estati calde e secche e inverni freddi, caratterizzati da frequenti (e spesso violente) tempeste. La Falsa Baia risente della corrente calda proveniente dall'oceano Indiano (la corrente Agulhas) e per questo motivo la sua temperatura è in genere intorno ai 6 °C superiore rispetto a quella della baia della Tavola, che si affaccia sull'oceano Atlantico.

## Ambiente
Nonostante lo sviluppo urbano intenso in alcune zone, gran parte della costa della Falsa Baia è ancora selvaggia e incontaminata; parte del territorio appartiene alla riserva naturale di Wolfgat. Verso l'estremità orientale della baia, invece, si trova una delle più grandi fabbriche di esplosivi del mondo. L'impianto per la lavorazione della nitroglicerina è esploso due volte nel corso del XX secolo.

### Fauna
La baia è piuttosto pescosa; vi si trovano spesso banchi di snoek, un pesce simile al barracuda molto apprezzato dalla popolazione del luogo. Molti si avventurano ancora a pescare con l'amo dalle scogliere, nonostante le "onde killer" formate dal frangersi della corrente contro la costa irregolare abbiano causato negli anni molti annegamenti di pescatori. Come gran parte delle baie della costa meridionale del Sudafrica, la Falsa Baia è anche rinomata per le opportunità di praticare l'osservazione dei cetacei: durante l'inverno australe, si avvistano con relativa facilità balene australi, megattere, e balenottere di Bryde.
Nella baia si trova una piccola isola di granito chiamata Seal Island ("isola delle foche"), in cui le foche vengono a riprodursi; la loro presenza attira molti squali bianchi. Nonostante questo pericolo, lungo la costa si nuota, si pratica il surf, lo snorkeling e lo scuba diving (per esempio a Muizenberg, Sunrise Beach, Kalk Bay, Smitswinkel Bay, Strand e Gordon's Bay).